# 15 جمادى الآخرة
- السبت
- الأحد
- الاثنين
- الثلاثاء
- الأربعاء
- الخميس
- الجمعة

- 2830 نوفمبر 2024
- 291 ديسمبر 2024
- 12 ديسمبر 2024
- 23 ديسمبر 2024
- 34 ديسمبر 2024
- 45 ديسمبر 2024
- 56 ديسمبر 2024
- 67 ديسمبر 2024
- 78 ديسمبر 2024
- 89 ديسمبر 2024
- 910 ديسمبر 2024
- 1011 ديسمبر 2024
- 1112 ديسمبر 2024
- 1213 ديسمبر 2024
- 1314 ديسمبر 2024
- 1415 ديسمبر 2024
- 1516 ديسمبر 2024
- 1617 ديسمبر 2024
- 1718 ديسمبر 2024
- 1819 ديسمبر 2024
- 1920 ديسمبر 2024
- 2021 ديسمبر 2024
- 2122 ديسمبر 2024
- 2223 ديسمبر 2024
- 2324 ديسمبر 2024
- 2425 ديسمبر 2024
- 2526 ديسمبر 2024
- 2627 ديسمبر 2024
- 2728 ديسمبر 2024
- 2829 ديسمبر 2024
- 2930 ديسمبر 2024
- 3031 ديسمبر 2024
- 11 يناير 2025
- 22 يناير 2025
- 33 يناير 2025

15 جُمادى الآخرة أو 15 جُمادی‌ الثانية أو يوم 15 \ 6 (اليوم الخامس عشر من الشهر السادس) هو اليوم الثالث والستون بعد المائة (163) من أيَّام السنة (أو الرابع والستون بعد المائة لو كان شهر ربيع الآخر مُتممًا لليوم الثلاثين أو الخامس والستون بعد المائة لو أتم كلًا من صفر وربيع الآخر ثلاثين يومًا) وفق التقويم الهجري القمري (العربي). يبقى بعده 191 أو 192 يومًا لانتهاء السنة.

## أحداث
- 96 هـ - وفاة الخليفة الأموي الوليد بن عبد الملك.
- 1094هـ - القائد العثماني حسين باشا يفتح براتسلافا الألمانية، ويغنم تاج إمبراطور ألمانيا الموجود فيها.
- 1333هـ - هزيمة الإيطالييين في معركة القرضابية في ليبيا، وهي أكبر هزيمة تعرضوا لها منذ غزوهم لليبيا.
- 1384هـ -
  - منح الكاتب الفرنسي جان بول سارتر جائزة نوبل للآداب، لكنه أعلن رفضه للجائزة العالمية.
  - ثورة شعبية عارمة في السودان تغير على إثرها نظام الحكم العسكري بقيادة إبراهيم عبود.
- 1401هـ - مكتب تنسيق التعريب بالرباط يعقد مؤتمره الرابع في طنجة المغربية، ويقر عددا من المصطلحات العلمية الموحدة في 10 علوم مختلفة، ويهدف المكتب إلى توحيد المصطلح العلمي العربي.
- 1409هـ - زلزال في طاجيكستان بقوة 5.3 على مقياس ريختر يؤدي إلى مقتل 274 شخصًا وحدوث انهيارات طينية في منطقة جيسار.
- 1412هـ - 11 جمهورية سوفيتية سابقة يوقعون في كازاخستان اتفاقًا يعلن نهاية الاتحاد السوفيتي وإقامة مجموعة الدول المستقلة.
- 1413هـ - منتخب قطر لكرة القدم يفوز ببطولة كأس الخليج المقامة في دولة قطر.
- 1430هـ - إعلان نتيجة انتخابات مجلس النواب اللبناني والتي أدت إلى فوز تحالف 14 آذار والمستقلين بأحد وسبعين مقعد من مقاعد البرلمان الـ128 وبقائهم كأكثرية نيابية، وحصول تحالف 8 آذار والتيار الوطني الحر على 57 مقعد.
- 1435هـ - تعيين الفريق أول يوسف الإدريسي رئيسًا لجهاز الاستخبارات السعودية خلفًا للأمير بندر بن سلطان.
- 1436هـ - جماعة الحوثيين تعتقل السياسي اليمني محمد قحطان وتخفيه قسريًا.
- 1437هـ - محكمة التحكيم الرياضية تجرد العداءة الروسية يوليا زاربوفا من ألقابها التي تحصلت عليها قبل 5 سنوات، وبذلك تصبح التونسية حبيبة الغريبي رسميا بطلة العالم لألعاب القوى وكذلك صاحبة الميدالية الذهبية في الألعاب الأولمبية الصيفية بتلك الفترة.
- 1439هـ -
  - وفاة 26 شخصًا على الأقل وإصابة 4 آخرين في حريق اندلع في العاصمة الأذربيجانية باكو.
  - مقتل 30 شخصًا على الأقل وإصابة 85 آخرين في سلسلة هجمات إرهابية في واغادوغو عاصمة بوركينافاسو.

## مواليد
- 1350 هـ - نوال السعداوي، كاتبة مصرية.
- 1357 هـ -
  - نجاة الصغيرة، مغنية مصرية.
  - علي البريكي، ممثل كويتي.
- 1361 هـ - علي القاسمي، معجمي ومترجم وكاتب عراقي.
- 1363 هـ - هاني السعدي، كاتب وممثل سوري.
- 1401 هـ - أوس الشطي، ممثل كويتي.
- 1405 هـ - عبد العزيز الحشاش، كاتب كويتي.

## وفيات
- 96هـ - الوليد بن عبد الملك، الخليفة الأموي السادس.
- 910هـ - إيزابيل بنت خوان الثاني، ملكة قشتالة.
- 1250هـ - مسلمة بن محمد، أمير علوي مغربي.
- 1339هـ - سالم المبارك الصباح، حاكم الكويت التاسع.
- 1355هـ - نعمان الأعظمي، عالم وفقيه وداعية عراقي.
- 1378هـ - عباس أبو الطوس، شاعر عراقي.
- 1402هـ - زوزو ماضي، ممثلة مصرية.
- 1410هـ - إحسان عبد القدوس، كاتب مصري.
- 1430هـ - عمر بونجو، رئيس الغابون.
- 1431هـ - أسامة أنور عكاشة، كاتب مصري.
- 1432هـ - عبد الله بن محمد بن خميس، شاعر ومؤرخ سعودي.

## وصلات خارجية
- موقع قصة الإسلام: حدث في شهر جُمادى الآخرة.